# Tomoxia inundata
Tomoxia inundata là một loài bọ cánh cứng trong họ Mordellidae. Loài này được Wickham miêu tả khoa học năm 1914.